# Cos (Ariège)
Cos – miejscowość i gmina we Francji, w regionie Oksytania, w departamencie Ariège.
Według danych na rok 2010 gminę zamieszkiwało 379 osób, a gęstość zaludnienia wynosiła 59 osób/km².